# Giovanni Battista Bussi (1755–1844)
Giovanni Battista Bussi (o Jovem) (Viterbo, 29 de janeiro de 1755 – Benevento, 31 de janeiro de 1844) foi um cardeal italiano e arcebispo de Benevento.

## vida
Bussi, que veio de uma família nobre, estudou direito civil e canônico na Universidade de La Sapienza, em Roma, até 1780. Depois de 1781 para a Cúria sob o Papa Pio VI veio, ele foi ordenado subdiácono em 1782, depois diácono. O papa também lhe concedeu o título de prelado da casa papal. Em 21 de setembro de 1782, Bussi recebeu o sacramento da ordenação sacerdotal. Após várias atividades na Cúria, tornou-se governador de sua cidade natal, Viterbo, em 1799, cargo que permaneceu até 1800. Sob o novo Papa Pio VII tornou-se auditor na Rota Romana em fevereiro de 1801e em 1809 recebeu um posto na Penitenciária. Quando os franceses ocuparam Roma naquele mesmo ano, capturaram Bussi no Castel Sant'Angelo e o levaram para Paris, onde ficou detido até 1814.
Quando pôde retornar a Roma, retomou seus antigos cargos, tornando-se Consultor da Congregação dos Ritos em 1815. Pouco antes da morte de Pio VII tornou-se Auditor Geral da Câmara Apostólica.
O Papa Leão XII tomou-o em 3 de maio de 1824 como Cardeal Sacerdote de San Pancrazio no Colégio dos Cardeais e nomeou Bussi Arcebispo de Benevento no mesmo dia. O camerlengo Bartolomeo Pacca deu-lhe a consagração episcopal três semanas depois. O Cardeal Bussi participou dos conclaves de 1829 e 1830-1831. Treze anos após a eleição do Papa Gregório XVI ele morreu dois dias depois de seu 89º aniversário. Naquela época, ele era o cardeal mais velho do mundo.